# Sophia Laskaridou
Sophia Laskaridou (en griego: Σοφία Λασκαρίδου, Atenas, 1876-13 de noviembre de 1965) fue una artista griega conocida por sus pinturas impresionistas de principios del siglo XX. 

## Trayectoria
Sophia Laskaridou nació en Atenas en 1876.Provenía de una familia acomodada y cosmopolita. Su padre, Laskaris Laskaridis, se crio en Londres. Su madre, Aikaterini Christomanou-Laskaridou, nació y se crio en Viena. Fue una pionera de la educación de la mujer que fundó una escuela para niñas en Atenas en 1864 siendo la primera en introducir la educación física para niñas.
Sophia Laskaridou comenzó a pintar antes de recibir educación artística. Al principio se centró en los paisajes, en parte porque no tenía los conocimientos necesarios para representar figuras. Su decisión de pintar al aire libre era inusual en la Grecia de la época, especialmente para una mujer, ya que había un peligro constante de ladrones en el campo.En el período de 1897 a 1907 participó en importantes exposiciones de arte como la Exposición Internacional de Atenas en Zappeion de 1903. De 1903 a 1907 estudió en la Escuela de Bellas Artes de Atenas con los maestros Konstantinos Volanakis, Georgios Roilos, Nikiforos Lytras, Georgios Jakobides y Spyridon Vikatos.
En 1906, ella y Thalia Flora organizaron una exposición conjunta en la sala de la Asociación Literaria de Parnassos. La exposición, que incluía unas 100 obras, recibió críticas favorables en la prensa y fue un éxito comercial.
En 1907, realizó una exposición individual.
En 1908 Laskaridou partió hacia Munich, y de 1908 a 1916 permaneció en Alemania y Francia, donde su obra recibió una acogida favorable.Había obtenido una beca de la Bozeiou Endowment que le permitió estudiar en Munich donde recibió clases en la Escuela de la Asociación de Damas Artistas. En París estudió en la Académie de la Grande Chaumière y la Académie Colarossi. Su trabajo se mostró en el Salón de París.
Laskaridou volvió a instalarse definitivamente en Grecia en 1916. Expuso en 1924 y 1927 vendiendo muchos de sus cuadros. Después su trabajo apareció en exposiciones colectivas ocasionales. En 1952 realizó una exposición retrospectiva individual.Murió en Atenas en 1965.

## Obra
Los temas de Laskaridou incluyen escenas de género, retratos, bodegones y paisajes. Su estilo muestra la influencia del impresionismo.Su objetivo era capturar la luz y el color en sus pinturas, con el dibujo y la composición como preocupaciones secundarias.

## Memorias
En 1955 Laskaridou publicó sus memorias, De mi diario. Memorias y contemplaciones, recordando su paso por Alemania y Francia. En 1960 publicó De mi diario. Anexo: Un gran amor, en el que relata sus amores con el poeta y ensayista Pericles Giannopoulos.